# Pont du Moulin (Thorame-Haute)
Le pont du Moulin est un pont sur le Verdon, bâti dans la deuxième moitié du XVIIe siècle sur la commune Thorame-Haute (Alpes-de-Haute-Provence). Construit sur deux arches très inégales de 20 et de 5 mètres de diamètre, pour une longueur totale de 41 mètres et une largeur de 2,3 mètres, sa hauteur varie de 7 à 11 mètres au-dessus du lit du Verdon.
Ce pont présente un intérêt architectural qui lui a valu de figurer sur de nombreuses illustrations et cartes postales. Raymond Collier note qu'il est exceptionnel pour l’époque de sa construction. Il est classé monument historique par arrêté du 25 mars 1977. 
En 2017, le pont est dans un état très dégradé, mais ses voûtes restent bien conservées. Il est toutefois dangereux de l'emprunter car sans protection et en partie effondré. Un arrêté municipal en interdit l'accès. La question de sa rénovation préoccupe la mairie et les associations locales de sauvegarde du patrimoine depuis plusieurs décennies. En avril 2018, il est retenu comme site emblématique pour le financement par le loto du patrimoine voulu par le président de la République et soutenu par Stéphane Bern. 
En dépit de son classement, il n'est plus entretenu depuis longtemps. Il ne dessert aujourd'hui qu'un petit sentier mal entretenu qui permet d'accéder très difficilement à la montagne de Serpeigier.

## Historique

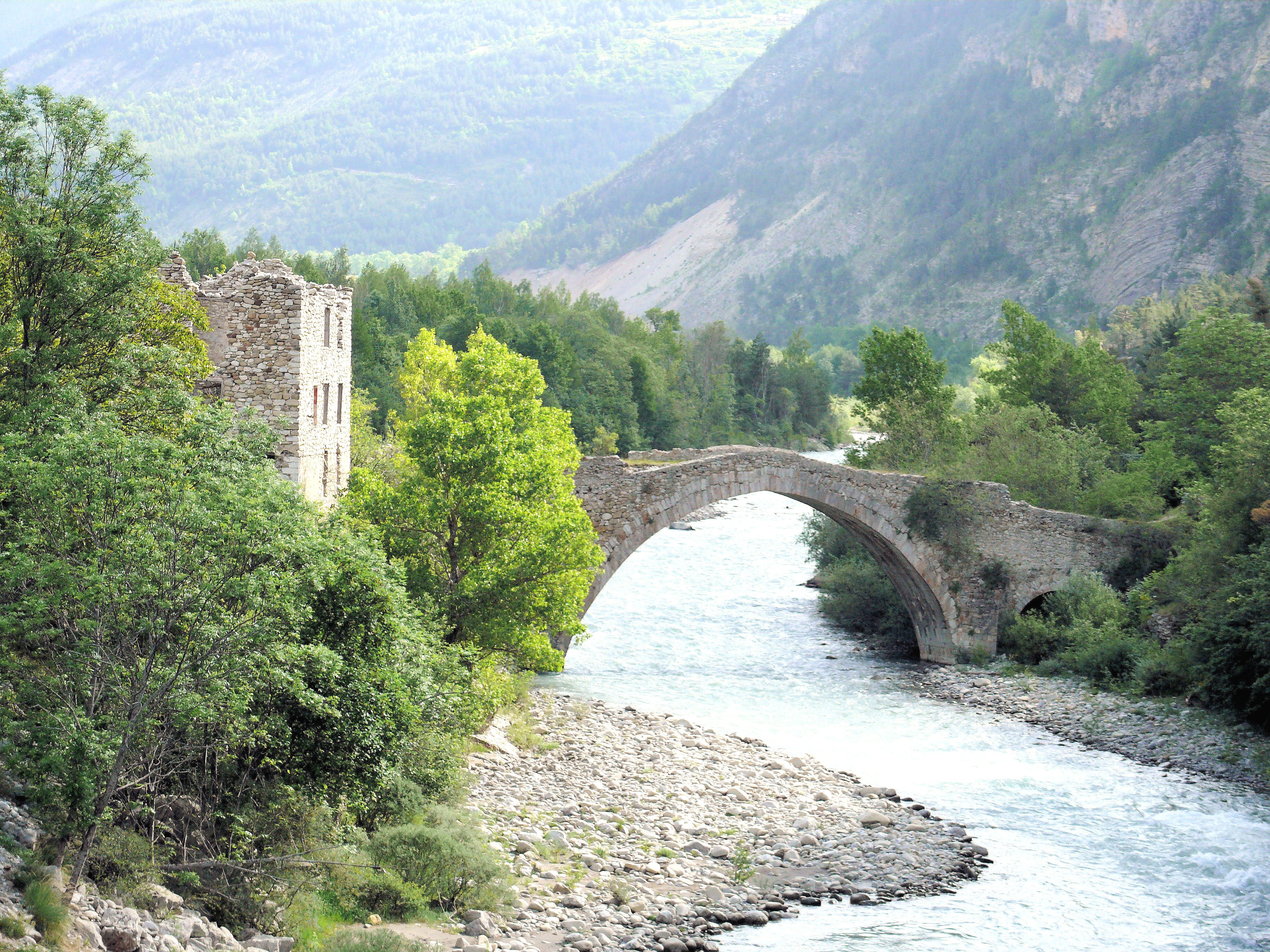
Le pont et le moulin en 2010

Il est construit entre 1685 et 1688 par Eustache Ventre, maître maçon du village voisin de Colmars. 
Il est désaffecté en 1881 avec la construction d’une longue passerelle en bois plus en amont pour raccorder le hameau d'Ondres à la nouvelle route principale. 
Sur la rive gauche du Verdon, une carraire des troupeaux longeait le Verdon, c'était aussi à une lointaine époque le chemin principal pour se rendre à Colmars.
Le pont du Moulin ou « ancien pont d'Ondres » est classé monument historique par arrêté du 25 mars 1977

### Différentes appellations
Il est connu sous plusieurs noms. Localement il est souvent appelé improprement "Pont romain", sans doute à cause de son arche principale. On le trouve aussi sur des cartes postales anciennes sous le nom de pont de Serpeigier ou Serpège (du nom de la montagne à laquelle il donne accès), ou encore pont de la Fabrique, puisque s'y trouve à proximité immédiate un ancien moulin à farine qui fut transformé en scierie puis en fabrique de meubles au XIXe siècle. L'abandon définitif de ces installations date des années 1930. Il est encore appelé ancien pont d'Ondres (Alpes-de-Haute-Provence) en référence au hameau de la commune dont l'accès se faisait par un chemin sur la rive gauche du Verdon aujourd'hui disparu emporté par la rivière.

## Environnement
Il tire son nom du moulin presque attenant aux origines probablement antérieures au XVIIe siècle. Un foulon y était également implanté. Il n'en subsiste que des ruines. La route actuelle n'a été ouverte qu'à partir de 1883 et le pont était relié au bourg par un unique chemin que l'on emprunte encore à travers champs en contre-haut.